# Isotopes de l'or

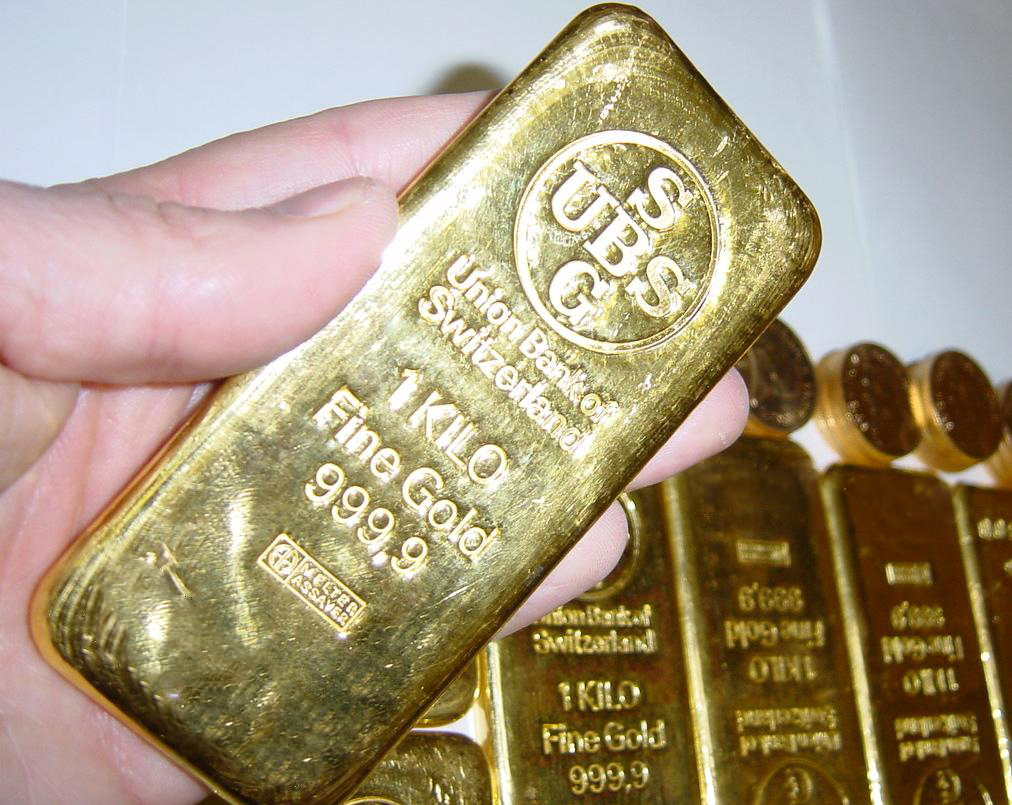
Un lingot d'or

L'or (Au, numéro atomique 79) possède 37 isotopes connus, de nombre de masse variant entre 169 et 205, et 34 isomères nucléaires. Parmi ces isotopes, un seul est stable et représente la totalité de l'or naturellement présent, 197Au, faisant de l'or un élément mononucléidique ainsi que monoisotopique. Depuis que le bismuth est considéré comme n'ayant plus aucun isotope stable (le bismuth 209 étant très légèrement radioactif), c'est même l'élément monoisotopique le plus lourd.
La masse atomique standard de l'or est donc la masse atomique relative de 197Au, soit 196,966 569(5) u.
Parmi les 36 radioisotopes artificiels de l'or, ceux à la plus longue durée de vie sont 195Au. avec une demi-vie de 186 jours, 196Au (6,17 jours), 199Au (3,1 jours), 198Au (2,7 jours) et 194Au (38 heures). Tous les autres radioisotopes ont une demi-vie inférieure à un jour, et la plupart inférieure à une heure.
Parmi les isomères nucléaires, les plus stable sont 198m2Au (t1/2 de 2,27 jours), 200mAu 	(t1/2 de 18,7 heures) et 196m2Au (t1/2 de 9,6 heures), les autres ayant tous une demi-vie inférieure à sept minutes, et la plupart inférieure à une seconde.
Les radioisotopes très légers se désintègrent par émission de proton en isotopes du platine, plus rarement par radioactivité α en isotopes de l'iridium. Ceux un peu plus lourds également par radioactivité α, mais avec une part croissante d'émission de positron (β+) en isotopes du platine, selon l'augmentation de leur masse atomique. La seule exception est 195Au qui se désintègre principalement par capture électronique en 195Pt. Les radioisotopes plus lourds que 197Au se désintègrent eux tous par désintégration β− en isotopes du mercure.

## Isotopes notables

### Or 197
L'or 197 (197Au) est l'isotope de l'or dont le noyau est constitué de 79 protons et de 118 neutrons. C'est le seul isotope stable de l'or, et le seul présent dans la nature. Cependant, comme tous les noyaux plus lourds que celui du zirconium, le noyau d'or est théoriquement instable, et on soupçonne donc 197Au d'être également faiblement radioactif, se transformant par désintégration α en 193Ir. Cette désintégration n'ayant pour l'instant jamais été observée, on considère donc toujours l'or comme un élément stable. 

L'or fait partie des matériaux proposés pour créer une bombe salée : une chemise en or naturel, irradiée par un flux de neutrons à haute énergie dégagés par une explosion thermonucléaire transmuterait 197Au en radioisotope 198Au avec une demi-vie de 2,697 jours, produisant 0,411 MeV de radiation gamma, et accroissant ainsi significativement la radioactivité des retombées radioactives pendant plusieurs jours. Une telle arme n'a cependant jamais été construite, testée ou utilisée.

### Or 198
L'or 198 (198Au) est l'isotope de l'or dont le noyau est constitué de 79 protons et de 119 neutrons. C'est un radioisotope de l'or se désintégrant par émission β− en 198Hg avec une demi-vie de 2,70 jours. Cette radioactivité est utilisée dans des applications de radiotraçage, notamment dans les unités de cokéfaction (en) des raffineries de pétrole, afin de mesurer le comportement hydrodynamique des solides dans les lits fluidisés, ou encore le degré d'encrassement de ces derniers. Il est également utilisé en médecine nucléaire comme émetteur β, avec une portée dans les tissus d'environ 11 mm. Il est notamment utilisé dans le traitement contre certains cancers, ou pour traiter d'autres maladies,. Des nanoparticules d'or 198 ont fait l'objet de recherche comme traitement injectable contre le cancer de la prostate.
De l'or 198 a été détecté après l'essai nucléaire Sedan sur le site d'essais du Nevada le 6 juillet 1962, la plus importante quantité jamais détectée après un essai nucléaire.

## Table des isotopes
| Symbole de l'isotope | Z (p)                | N (n)                | masse isotopique (u) | Demi-vie                    | Mode(s) de désintégration, | Isotope(s) fils | Spin nucléaire |
| Symbole de l'isotope | Énergie d'excitation | Énergie d'excitation | Énergie d'excitation | Demi-vie                    | Mode(s) de désintégration, | Isotope(s) fils | Spin nucléaire |
| -------------------- | -------------------- | -------------------- | -------------------- | --------------------------- | -------------------------- | --------------- | -------------- |
| 169Au                | 79                   | 90                   | 168,99808(32)#       | 150# µs                     |                            |                 | 1/2+#          |
| 170Au                | 79                   | 91                   | 169,99612(22)#       | 310(50) µs [286(+50-40) µs] |                            |                 | (2-)           |
| 170mAu               | 275(14) keV          | 275(14) keV          | 275(14) keV          | 630(60) µs [0,62(+6-5) ms]  |                            |                 | (9+)           |
| 171Au                | 79                   | 92                   | 170,991879(28)       | 30(5) µs                    | p                          | 170Pt           | (1/2+)         |
| 171Au                | 79                   | 92                   | 170,991879(28)       | 30(5) µs                    | α (rare)                   | 167Ir           | (1/2+)         |
| 171mAu               | 250(16) keV          | 250(16) keV          | 250(16) keV          | 1,014(19) ms                | α (54 %)                   | 167Ir           | 11/2-          |
| 171mAu               | 250(16) keV          | 250(16) keV          | 250(16) keV          | 1,014(19) ms                | p (46 %)                   | 170Pt           | 11/2-          |
| 172Au                | 79                   | 93                   | 171,99004(17)#       | 4,7(11) ms                  | α (98 %)                   | 168Ir           | haut           |
| 172Au                | 79                   | 93                   | 171,99004(17)#       | 4,7(11) ms                  | p (2 %)                    | 171Pt           | haut           |
| 173Au                | 79                   | 94                   | 172,986237(28)       | 25(1) ms                    | α                          | 169Ir           | (1/2+)         |
| 173Au                | 79                   | 94                   | 172,986237(28)       | 25(1) ms                    | β+ (rare)                  | 173Pt           | (1/2+)         |
| 173mAu               | 214(23) keV          | 214(23) keV          | 214(23) keV          | 14,0(9) ms                  | α (96 %)                   | 169Ir           | (11/2-)        |
| 173mAu               | 214(23) keV          | 214(23) keV          | 214(23) keV          | 14,0(9) ms                  | β+ (4 %)                   | 173Pt           | (11/2-)        |
| 174Au                | 79                   | 95                   | 173,98476(11)#       | 139(3) ms                   | α                          | 170Ir           | bas            |
| 174Au                | 79                   | 95                   | 173,98476(11)#       | 139(3) ms                   | β+ (rare)                  | 174Pt           | bas            |
| 174mAu               | 360(70)# keV         | 360(70)# keV         | 360(70)# keV         | 171(29) ms                  |                            |                 | haut           |
| 175Au                | 79                   | 96                   | 174,98127(5)         | 100# ms                     | α (82 %)                   | 171Ir           | 1/2+#          |
| 175Au                | 79                   | 96                   | 174,98127(5)         | 100# ms                     | β+ (18 %)                  | 175Pt           | 1/2+#          |
| 175mAu               | 200(30)# keV         | 200(30)# keV         | 200(30)# keV         | 156(3) ms                   | α                          | 171Ir           | 11/2-#         |
| 175mAu               | 200(30)# keV         | 200(30)# keV         | 200(30)# keV         | 156(3) ms                   | β+                         | 175Pt           | 11/2-#         |
| 176Au                | 79                   | 97                   | 175,98010(11)#       | 1,08(17) s [0,84(+17-14) s] | α (60 %)                   | 172Ir           | (5-)           |
| 176Au                | 79                   | 97                   | 175,98010(11)#       | 1,08(17) s [0,84(+17-14) s] | β+ (40 %)                  | 176Pt           | (5-)           |
| 176mAu               | 150(100)# keV        | 150(100)# keV        | 150(100)# keV        | 860(160) ms                 |                            |                 | (7+)           |
| 177Au                | 79                   | 98                   | 176,976865(14)       | 1,462(32) s                 | β+ (60 %)                  | 177Pt           | (1/2+,3/2+)    |
| 177Au                | 79                   | 98                   | 176,976865(14)       | 1,462(32) s                 | α (40 %)                   | 173Ir           | (1/2+,3/2+)    |
| 177mAu               | 216(26) keV          | 216(26) keV          | 216(26) keV          | 1,180(12) s                 |                            |                 | 11/2-          |
| 178Au                | 79                   | 99                   | 177,97603(6)         | 2,6(5) s                    | β+ (60 %)                  | 178Pt           |                |
| 178Au                | 79                   | 99                   | 177,97603(6)         | 2,6(5) s                    | α (40 %)                   | 174Ir           |                |
| 179Au                | 79                   | 100                  | 178,973213(18)       | 7,1(3) s                    | β+ (78 %)                  | 179Pt           | 5/2-#          |
| 179Au                | 79                   | 100                  | 178,973213(18)       | 7,1(3) s                    | α (22 %)                   | 175Ir           | 5/2-#          |
| 179mAu               | 99(16) keV           | 99(16) keV           | 99(16) keV           |                             |                            |                 | (11/2-)        |
| 180Au                | 79                   | 101                  | 179.972521(23)       | 8,1(3) s                    | β+ (98,2 %)                | 180Pt           |                |
| 180Au                | 79                   | 101                  | 179.972521(23)       | 8,1(3) s                    | α (1,8 %)                  | 176Ir           |                |
| 181Au                | 79                   | 102                  | 180,970079(21)       | 13,7(14) s                  | β+ (97,3 %)                | 181Pt           | (3/2-)         |
| 181Au                | 79                   | 102                  | 180,970079(21)       | 13,7(14) s                  | α (2,7 %)                  | 177Ir           | (3/2-)         |
| 182Au                | 79                   | 103                  | 181,969618(22)       | 15,5(4) s                   | β+ (99,87 %)               | 182Pt           | (2+)           |
| 182Au                | 79                   | 103                  | 181,969618(22)       | 15,5(4) s                   | α (0,13 %)                 | 178Ir           | (2+)           |
| 183Au                | 79                   | 104                  | 182,967593(11)       | 42,8(10) s                  | β+ (99,2 %)                | 183Pt           | (5/2)-         |
| 183Au                | 79                   | 104                  | 182,967593(11)       | 42,8(10) s                  | α (0,8 %)                  | 179Ir           | (5/2)-         |
| 183m1Au              | 73,3(4) keV          | 73,3(4) keV          | 73,3(4) keV          | >1 µs                       |                            |                 | (1/2)+         |
| 183m2Au              | 230,6(6) keV         | 230,6(6) keV         | 230,6(6) keV         | <1 µs                       |                            |                 | (11/2)-        |
| 184Au                | 79                   | 105                  | 183,967452(24)       | 20,6(9) s                   | β+                         | 184Pt           | 5+             |
| 184mAu               | 68,46(1) keV         | 68,46(1) keV         | 68,46(1) keV         | 47,6(14) s                  | β+ (70 %)                  | 184Pt           | 2+             |
| 184mAu               | 68,46(1) keV         | 68,46(1) keV         | 68,46(1) keV         | 47,6(14) s                  | TI (30 %)                  | 184Au           | 2+             |
| 184mAu               | 68,46(1) keV         | 68,46(1) keV         | 68,46(1) keV         | 47,6(14) s                  | α (0,013 %)                | 180Ir           | 2+             |
| 185Au                | 79                   | 106                  | 184,965789(28)       | 4,25(6) min                 | β+ (99,74 %)               | 185Pt           | 5/2-           |
| 185Au                | 79                   | 106                  | 184,965789(28)       | 4,25(6) min                 | α (0,26 %)                 | 181Ir           | 5/2-           |
| 185mAu               | 100(100)# keV        | 100(100)# keV        | 100(100)# keV        | 6,8(3) min                  |                            |                 | 1/2+#          |
| 186Au                | 79                   | 107                  | 185,965953(23)       | 10,7(5) min                 | β+ (99,9992 %)             | 186Pt           | 3-             |
| 186Au                | 79                   | 107                  | 185,965953(23)       | 10,7(5) min                 | α (8×10−4%)                | 182Ir           | 3-             |
| 186mAu               | 227,77(7) keV        | 227,77(7) keV        | 227,77(7) keV        | 110(10) ns                  |                            |                 | 2+             |
| 187Au                | 79                   | 108                  | 186,964568(27)       | 8,4(3) min                  | β+ (99,997 %)              | 187Pt           | 1/2+           |
| 187Au                | 79                   | 108                  | 186,964568(27)       | 8,4(3) min                  | α (0,003 %)                | 183Ir           | 1/2+           |
| 187mAu               | 120,51(16) keV       | 120,51(16) keV       | 120,51(16) keV       | 2,3(1) s                    | TI                         | 187Au           | 9/2-           |
| 188Au                | 79                   | 109                  | 187,965324(22)       | 8,84(6) min                 | β+                         | 188Pt           | 1(-)           |
| 189Au                | 79                   | 110                  | 188,963948(22)       | 28,7(3) min                 | β+ (99,9997 %)             | 189Pt           | 1/2+           |
| 189Au                | 79                   | 110                  | 188,963948(22)       | 28,7(3) min                 | α (3×10−4%)                | 185Ir           | 1/2+           |
| 189m1Au              | 247,23(16) keV       | 247,23(16) keV       | 247,23(16) keV       | 4,59(11) min                | β+                         | 189Pt           | 11/2-          |
| 189m1Au              | 247,23(16) keV       | 247,23(16) keV       | 247,23(16) keV       | 4,59(11) min                | TI (rare)                  | 189Au           | 11/2-          |
| 189m2Au              | 325,11(16) keV       | 325,11(16) keV       | 325,11(16) keV       | 190(15) ns                  |                            |                 | 9/2-           |
| 189m3Au              | 2554,7(12) keV       | 2554,7(12) keV       | 2554,7(12) keV       | 242(10) ns                  |                            |                 | 31/2+          |
| 190Au                | 79                   | 111                  | 189,964700(17)       | 42,8(10) min                | β+                         | 190Pt           | 1-             |
| 190Au                | 79                   | 111                  | 189,964700(17)       | 42,8(10) min                | α (10−6%)                  | 186Ir           | 1-             |
| 190mAu               | 200(150)# keV        | 200(150)# keV        | 200(150)# keV        | 125(20) ms                  | TI                         | 190Au           | 11-#           |
| 190mAu               | 200(150)# keV        | 200(150)# keV        | 200(150)# keV        | 125(20) ms                  | β+ (rare)                  | 190Pt           | 11-#           |
| 191Au                | 79                   | 112                  | 190,96370(4)         | 3,18(8) h                   | β+                         | 191Pt           | 3/2+           |
| 191m1Au              | 266,2(5) keV         | 266,2(5) keV         | 266,2(5) keV         | 920(110) ms                 | TI                         | 191Au           | (11/2-)        |
| 191m2Au              | 2490(1) keV          | 2490(1) keV          | 2490(1) keV          | >400 ns                     |                            |                 |                |
| 192Au                | 79                   | 113                  | 191,964813(17)       | 4,94(9) h                   | β+                         | 192Pt           | 1-             |
| 192m1Au              | 135,41(25) keV       | 135,41(25) keV       | 135,41(25) keV       | 29 ms                       | TI                         | 192Au           | (5#)+          |
| 192m2Au              | 431,6(5) keV         | 431,6(5) keV         | 431,6(5) keV         | 160(20) ms                  |                            |                 | (11-)          |
| 193Au                | 79                   | 114                  | 192,964150(11)       | 17,65(15) h                 | β+ (100 %)                 | 193Pt           | 3/2+           |
| 193Au                | 79                   | 114                  | 192,964150(11)       | 17,65(15) h                 | α (10−5%)                  | 189Ir           | 3/2+           |
| 193m1Au              | 290,19(3) keV        | 290,19(3) keV        | 290,19(3) keV        | 3,9(3) s                    | TI (99,97 %)               | 193Au           | 11/2-          |
| 193m1Au              | 290,19(3) keV        | 290,19(3) keV        | 290,19(3) keV        | 3,9(3) s                    | β+ (,03 %)                 | 193Pt           | 11/2-          |
| 193m2Au              | 2486,5(6) keV        | 2486,5(6) keV        | 2486,5(6) keV        | 150(50) ns                  |                            |                 | (31/2+)        |
| 194Au                | 79                   | 115                  | 193,965365(11)       | 38,02(10) h                 | β+                         | 194Pt           | 1-             |
| 194m1Au              | 107,4(5) keV         | 107,4(5) keV         | 107,4(5) keV         | 600(8) ms                   | TI                         | 194Au           | (5+)           |
| 194m2Au              | 475,8(6) keV         | 475,8(6) keV         | 475,8(6) keV         | 420(10) ms                  |                            |                 | (11-)          |
| 195Au                | 79                   | 116                  | 194,9650346(14)      | 186,098(47) j               | CE                         | 195Pt           | 3/2+           |
| 195mAu               | 318,58(4) keV        | 318,58(4) keV        | 318,58(4) keV        | 30,5(2) s                   | TI                         | 195Au           | 11/2-          |
| 196Au                | 79                   | 117                  | 195,966570(3)        | 6,1669(6) j                 | β+ (93,05 %)               | 196Pt           | 2-             |
| 196Au                | 79                   | 117                  | 195,966570(3)        | 6,1669(6) j                 | β− (6,95 %)                | 196Hg           | 2-             |
| 196m1Au              | 84,660(20) keV       | 84,660(20) keV       | 84,660(20) keV       | 8,1(2) s                    | TI                         | 196Au           | 5+             |
| 196m2Au              | 595,66(4) keV        | 595,66(4) keV        | 595,66(4) keV        | 9,6(1) h                    |                            |                 | 12-            |
| 197Au                | 79                   | 118                  | 196,9665687(6)       | Observé stable              | Observé stable             | Observé stable  | 3/2+           |
| 197mAu               | 409,15(8) keV        | 409,15(8) keV        | 409,15(8) keV        | 7,73(6) s                   | TI                         | 197Au           | 11/2-          |
| 198Au                | 79                   | 119                  | 197,9682423(6)       | 2,69517(21) j               | β−                         | 198Hg           | 2-             |
| 198m1Au              | 312,2200(20) keV     | 312,2200(20) keV     | 312,2200(20) keV     | 124(4) ns                   |                            |                 | 5+             |
| 198m2Au              | 811,7(15) keV        | 811,7(15) keV        | 811,7(15) keV        | 2,27(2) j                   | TI                         | 198Au           | (12-)          |
| 199Au                | 79                   | 120                  | 198,9687652(6)       | 3,139(7) j                  | β−                         | 199Hg           | 3/2+           |
| 199mAu               | 548,9368(21) keV     | 548,9368(21) keV     | 548,9368(21) keV     | 440(30) µs                  |                            |                 | (11/2)-        |
| 200Au                | 79                   | 121                  | 199,97073(5)         | 48,4(3) min                 | β−                         | 200Hg           | 1(-)           |
| 200mAu               | 970(70) keV          | 970(70) keV          | 970(70) keV          | 18,7(5) h                   | β− (82 %)                  | 200Hg           | 12-            |
| 200mAu               | 970(70) keV          | 970(70) keV          | 970(70) keV          | 18,7(5) h                   | TI (18 %)                  | 200Au           | 12-            |
| 201Au                | 79                   | 122                  | 200,971657(3)        | 26(1) min                   | β−                         | 201Hg           | 3/2+           |
| 202Au                | 79                   | 123                  | 201,97381(18)        | 28,8(19) s                  | β−                         | 202Hg           | (1-)           |
| 203Au                | 79                   | 124                  | 202,975155(3)        | 53(2) s                     | β−                         | 203Hg           | 3/2+           |
| 204Au                | 79                   | 125                  | 203,97772(22)#       | 39,8(9) s                   | β−                         | 204Hg           | (2-)           |
| 205Au                | 79                   | 126                  | 204,97987(32)#       | 31(2) s                     | β−                         | 205Hg           | 3/2+           |

1. ↑  Abréviations :
CE : capture électronique ;
TI : transition isomérique.
2. ↑  Isotopes stables en gras.
3. ↑  Matériau potentiel pour une bombe salée.
4. ↑  On pense qu'il subit une désintégration α en 193Ir, avec une demi-vie très supérieure à l'âge de l'Univers.